# CASA C-202 Halcón
El CASA C-202 Halcón (falcó en castellà) fou un avió de transport bimotor desenvolupat per l'empresa espanyola Construcciones Aeronáuticas S.A. durant la dècada dels cinquanta. L'aparell responia a un contractament oficial del Ministeri de l'Aire realitzat al 1948 sent hereu directe del C-201 Alcotán.

## Disseny
Similar al seu predecessor: el CASA C-201 Alcotán, l'avió era un bimotor de transport (amb capacitat per 14 passatgers) amb estructura mixta de fusta i duralumini, aquest últim emprant-se als caires d'atac i altres regions susceptibles als esforços de vol. El seu tren d'aterratge era de disposició convencional i retràctil amb allotjament rere les unitats motrius, a més a més, presentava d'un únic timó de profunditat i estava equipat amb sistemes de calefacció i aire condicionat.

## Desenvolupament
Juntament amb el C-201, aquest aparell suposà un dels primers passos de la indústria aeronàutica espanyola cap a la concepció d'avions propis, ja que durant els anys posteriors a la Segona Guerra Mundial aquesta s'havia limitat a produir, sota llicència, aparells estrangers com ara el CASA 2111 (variant de l'alemany Heinkel He 111).
Amb aquest objectiu, l'any 1948 el Ministeri de l'Aire encomanà a CASA el disseny de dos prototips d'aeronau de transport per equipar l'Exèrcit de l'Aire. Abans de rebre el contractament, CASA havia estat desenvolupant i experimentant amb distints models essent els més destacats la sèrie de transports bimotors: C-201 Alcotán, C-202 Halcón i C-207 Azor. L'Halcón fou finalment acceptat gràcies a la seua capacitat per transportar 14 passatgers dintre d'un fuselatge pressuritzat i climatitzat.
El primer C-202 s'enlairà durant maig de 1952 amb motors Elizalde 9C-29-750-Beta-4, no obstant això ràpidament aparegueren els primers problemes, ja que CASA no fou capaç d'assegurar el subministrament de motors per futurs aparells havent de demanar-ne a Iberia. La construcció i el muntatge de les unitats es dividí entre les instal·lacions a Getafe i Sevilla, encarregant-se de cós i ales respectivament. Però els problemes amb les plantes motrius persistiren, ja que ENMASA, la companyia encarregada de la seua fabricació, fou incapaç de construir-ne amb els requeriments de potència necessaris.
Finalment l'any 1962, forçat per la falta de motors adequats i la incapacitat d'importar-ne de l'exterior per culpa del bloqueig econòmic que sofria la nació, el projecte fou oficialment cancel·lat amb una compensació econòmica oferida a CASA per part del Govern central.

## Història operacional
Inicialment 20 aparells foren encomanats per l'Exèrcit de l'Aire, però només arribaren a construir-se 10 abans que el projecte fos cancel·lat per dificultats addicionals a l'hora d'adquirir les plantes motrius necessàries. Les unitats completades van ser reemplaçades ràpidament pel C-207 Azor i versions d'exportació de Junkers Ju 52 (sota el nom CASA 352L).

## Variants[5]

### C-202
Versió inicial amb motors Elizalde C-29-750-Beta-4 i capacitat per 17 persones (14 passatgers).

### C-202B
Variant amb motor Wright Cyclone R-1820-56 i capacitat per 10 persones (8 passatgers).

## Especificacions (C-202)

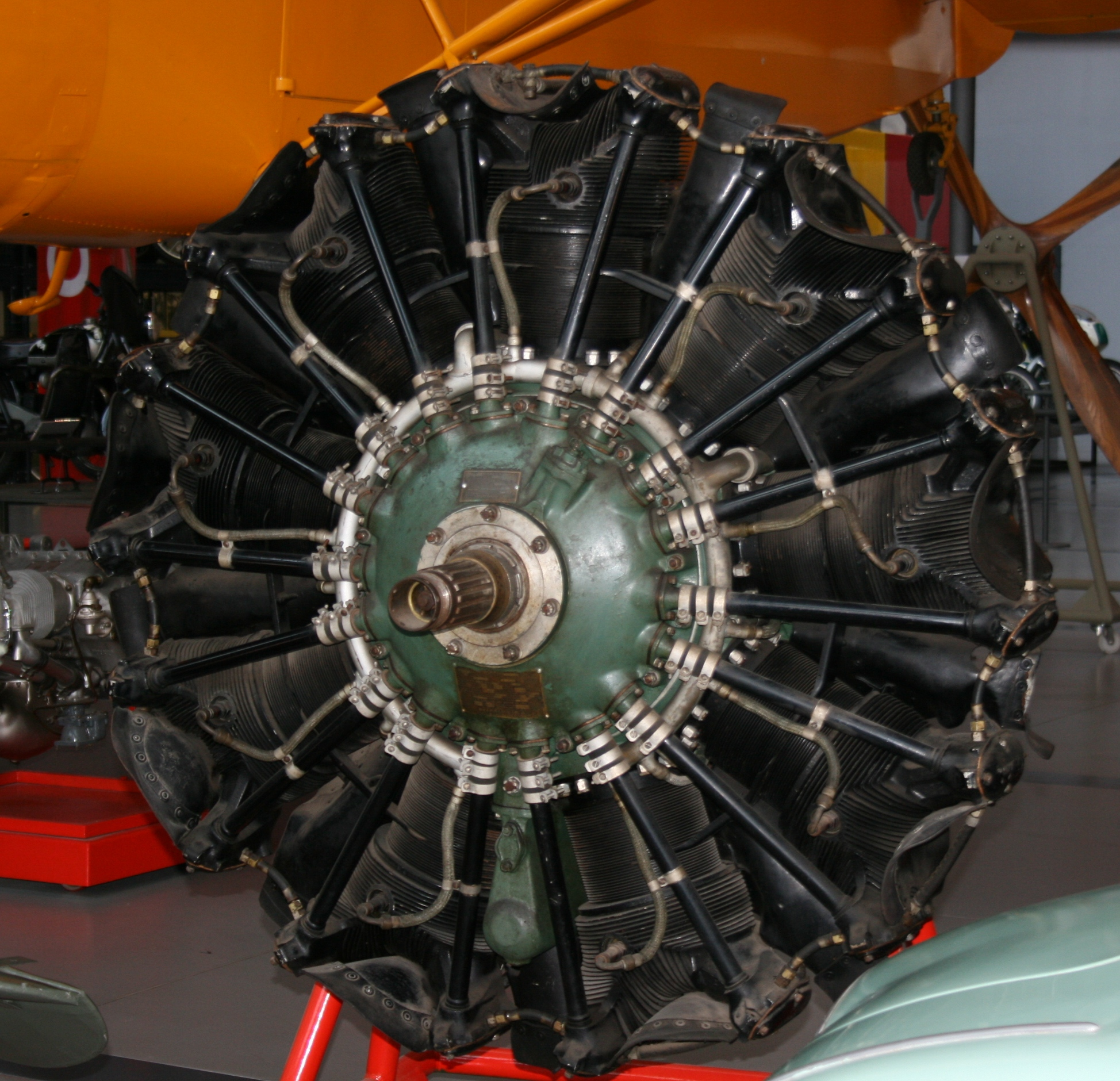
Motor radial Elizalde.

### Característiques generals
- Tripulació: 3.
- Capacitat: 14 passatgers
- Longitud: 16 m.
- Envergadura: 21,55 m.
- Altura: 3,80 m.
- Superfície alar: 57,35 m².
- Pes buit: 5.270 kg.
- Pes màxim: 7.750 kg.
- Planta motriu: 2 motors radial Elizalde 9C-29-750 de 578 kW (775 CV) amb hèlix tripala.

### Rendiment
- Velocitat màxima: 345 km/h.
- Velocitat de creuer: 300 km/h.
- Sostre: 7.750 m.